# Sissy (Vorname)
Sissy (auch Sissi) ist, als Kurzform von Elisabeth, ein weiblicher Vorname.

## Namensträgerinnen
- Sissy Handler (* 1976), österreichische Sängerin, Songwriterin, Vocalcoach und Produzentin
- Sissy Höfferer (* 1955), österreichische Schauspielerin
- Sissy Löwinger (1940–2011), österreichische Schauspielerin, Regisseurin und Theaterleiterin
- Sissy de Mas (* 1946), deutsche Fernsehmoderatorin
- Sissy Max-Theurer (* 1956), österreichische Sportfunktionärin, Olympiasiegerin und ehemalige Dressurreiterin
- Sissy Mayerhoffer (1955–2018), österreichische Rundfunkmanagerin
- Sissy Metzschke (* 1984), deutsche Radio- und Fernsehmoderatorin
- Sissi Perlinger (* 1963), deutsche Entertainerin, Schauspielerin, Hörspielsprecherin und Autorin
- Sissy Raith (* 1960), deutsche Fußballtrainerin
- Sissy Roth-Halvax (1946–2009), österreichische Politikerin (ÖVP)
- Sissy Schwarz (* 1936), österreichische Eiskunstläuferin, Olympiasiegerin, Welt- und Europameisterin
- Sissy Sonnleitner (* 1953), österreichische Köchin und Autorin von Kochbüchern
- Sissy Spacek (* 1949), US-amerikanische Schauspielerin und Oscar-Preisträgerin
- Sissi Wolf (* 1979), österreichische Schauspielerin